# Cub Koda
Michael "Cub" Koda (1. říjen 1948 – 1. červenec 2000) byl americký rockový zpěvák, kytarista skladatel, diskžokej a hudební kritik. Nejvíce se proslavil se skupinou Brownsville Station a písní Smokin' in the Boys Room, kterou později předělala skupina Mötley Crüe.